# 2022年台東地震
2022年台東地震（媒體多用「918強震」或「918（池上）地震」代稱）是2022年9月17日至19日發生在台灣台東縣的地震，第一次顯著的前震發生於9月17日21時41分19.1秒，地震規模6.6，地震深度8.6公里，震央位於台東縣關山鎮，後續又發生多起有感前震。主震發生於9月18日14時44分15.2秒，地震規模6.8，地震深度7.8公里，震央位於台東縣池上鄉。兩次地震最大震度6強發生於台東縣池上鄉，是台灣使用新震度分級以來，第一次觀測震度達到6強的地震。

## 概述

### 成因
中央氣象局說明震源靠近池上斷層但沒有關聯性，有可能的機率是在中央山脈底下，尚待證實未定斷層系統。經濟部中央地質調查所指出部分地表破裂發生在池上斷層沿線，由震源機制解與餘震資料分布顯示，本次地震由北北東走向、朝西高角度傾斜的走向滑移斷層所致。

### 前震

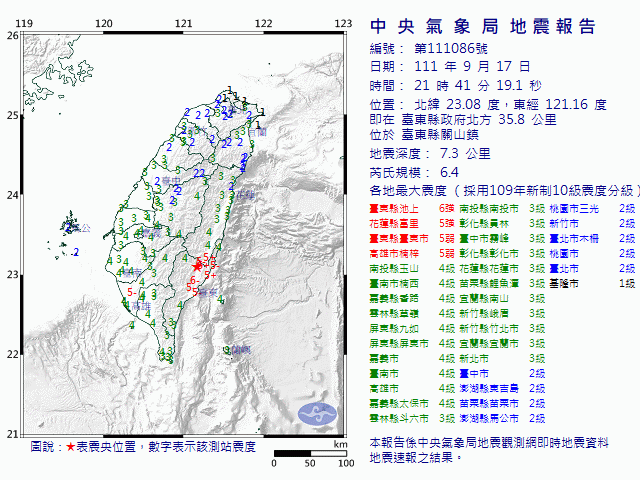
9月17日晚上9點41分地震報告

中華民國交通部中央氣象局测定，本次地震的最大前震发生于2022年9月17日21時41分19.1秒，规模为ML 6.6，震央位于北纬23.08度、东经121.16度，震源深度8.6公里，最大烈度为6強。在9月18日14时44分的地震發生前，一度被認定是主震。地震測報中心主任陳國昌表示，主震之前發生73次前震屬於非常少見，其中還有5次超過規模5.0。
日本氣象廳测定，本次地震的规模为Mj 6.6、MW 6.5，震中位于北纬23度06.9分、东经121度13.8分，震源深度约10公里。香港天文台接獲超過10名香港市民通報稱有輕微震感並維持數秒，後經初步測定，本次地震的規模為MB 6.6，震央位於北緯23.28度、東經121.39度，經初步分析，香港的震度為麥加利地震烈度的3度。韓國氣象廳測定，本次地震的規模為6.4，震央位於北緯23.08度、東經121.16度。
中国地震台网在地震发生后发布速报值，测定本次地震规模为MS 6.5，震源深度约10千米。福建省地震局表示，本次地震中福建省泉州市惠安县测得最大烈度为中国地震烈度表4度，震中附近最大烈度则为中国地震烈度表8度（台东县关山镇、池上乡、海端乡）。
| 震度 | 縣市   | 鄉鎮市區                       |
| ---- | ------ | ------------------------------ |
| 6強  | 台東縣 | 池上鄉                         |
| 6弱  | 台東縣 | 鹿野鄉                         |
| 5強  | 台東縣 | 東河鄉                         |
| 5強  | 花蓮縣 | 富里鄉                         |
| 5弱  | 台東縣 | 海端鄉、成功鎮、卑南鄉、台東市 |
| 5弱  | 高雄市 | 楠梓區                         |

### 主震

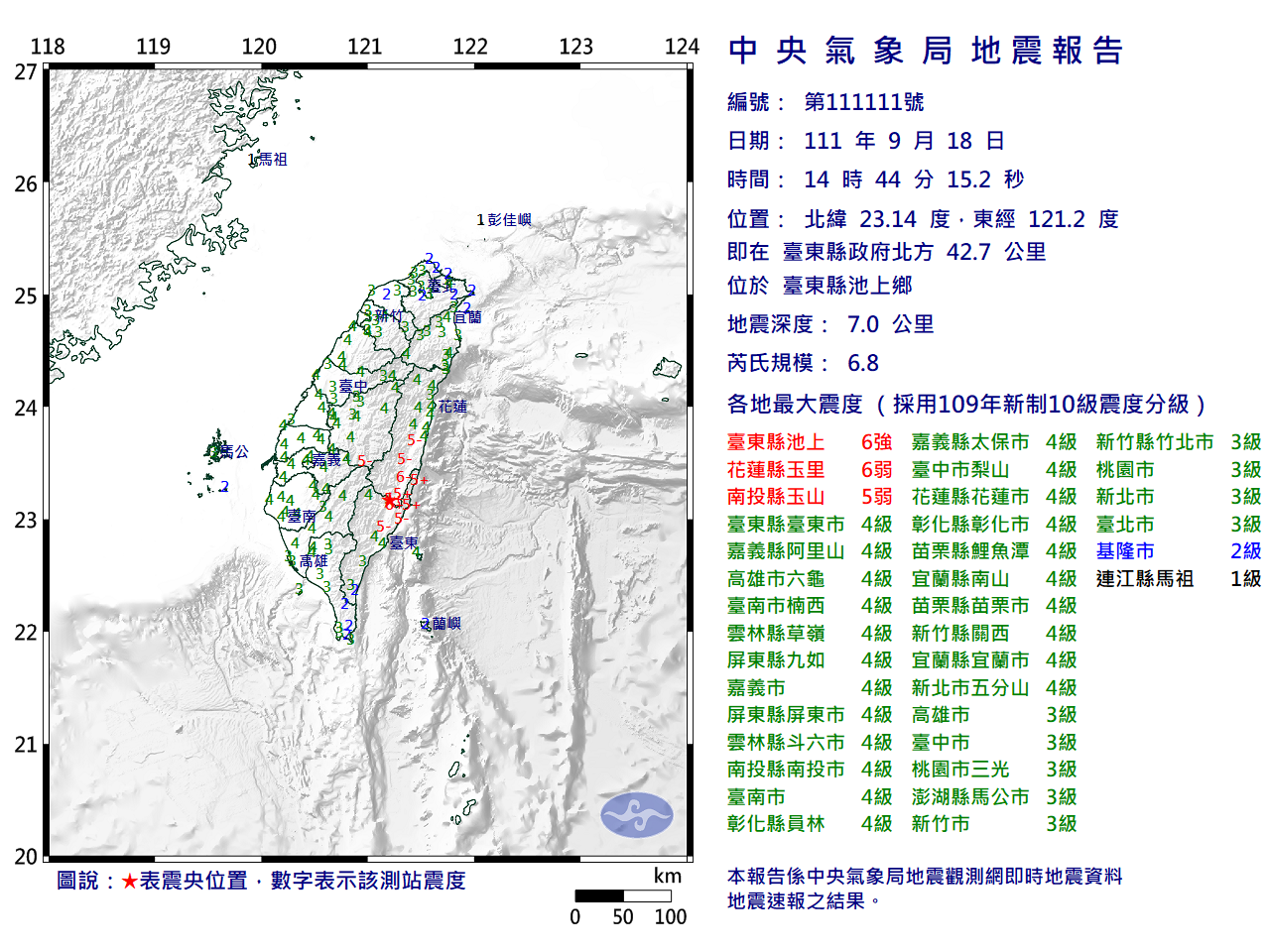
9月18日下午2點44分地震報告

中華民國交通部中央氣象局正式测定，本次地震（主震）发生于2022年9月18日14时44分15.2秒，震央位于北纬23.14度、东经121.2度，地震规模为ML 6.8，震源深度7.8公里，最大烈度为6強。日本氣象廳测定，本次地震的规模为Mj 7.3，震源深度约3公里，并于地震5分钟后对宫古岛和八重山地方发布了海嘯注意報（预测地震會引發0.2~1公尺的海啸），並在同日當地時間17時15分解除，而太平洋海嘯警報中心也在地震發生後發布了海嘯威脅。韓國氣象廳測定，本次地震的規模為6.8，震央位於北緯23.14度、東經121.20度。中国地震台网正式测定，本次地震发生于北緯24.13度、東經121.71度，地震规模为MS 6.9级，震源深度约10千米。福建省地震局表示，本次地震中福建省莆田市、福州市、漳州市、泉州市、厦门市均测得最大烈度为中国地震烈度表4度，震中附近最大烈度则为中国地震烈度表9度（花莲县富里乡）。香港天文台後經初步分析，本次地震的規模為MB 6.9，震央位於北緯23.16度、東經121.32度，即台東的東北偏北約48公里，隨後初步分析顯示香港的震度為麥加利地震烈度的3度。
| 震度 | 縣市   | 鄉鎮市區               |
| ---- | ------ | ---------------------- |
| 6強  | 台東縣 | 池上鄉                 |
| 6弱  | 花蓮縣 | 玉里鎮                 |
| 5強  | 台東縣 | 海端鄉、成功鎮、長濱鄉 |
| 5強  | 花蓮縣 | 富里鄉                 |
| 5弱  | 台東縣 | 鹿野鄉、東河鄉         |
| 5弱  | 花蓮縣 | 萬榮鄉紅葉、光復鄉     |
| 5弱  | 南投縣 | 玉山                   |

### 地震序列
| 時間 （國家標準時間） | 經緯度                              | 震央位置                     | 規模 | 深度     | 最大震度 （交通部中央氣象署地震震度分級） | 備註   |
| --------------------- | ----------------------------------- | ---------------------------- | ---- | -------- | ----------------------------------------- | ------ |
| 2022年9月17日21時41分 | 23°05′N 121°10′E / 23.08°N 121.16°E | 臺東縣政府北方 35.8 公里     | 6.4  | 8.6公里  | 6強                                       | 前震   |
| 2022年9月17日22點35分 | 23°07′N 121°11′E / 23.11°N 121.18°E | 臺東縣政府北方 39.3 公里     | 5.4  | 9.9公里  | 4                                         | [ 37 ] |
| 2022年9月17日22點45分 | 23°06′N 121°12′E / 23.1°N 121.2°E   | 臺東縣政府北方 38.3 公里     | 5.8  | 5.8公里  | 5強                                       | [ 38 ] |
| 2022年9月18日13點19分 | 23°08′N 121°11′E / 23.13°N 121.18°E | 臺東縣政府北方 41.8 公里     | 6.1  | 12.1公里 | 5強                                       | [ 39 ] |
| 2022年9月18日14點32分 | 23°08′N 121°12′E / 23.14°N 121.2°E  | 臺東縣政府北方 42.8 公里     | 5.7  | 7.8公里  | 4                                         | [ 40 ] |
| 2022年9月18日14點44分 | 23°08′N 121°12′E / 23.14°N 121.2°E  | 臺東縣政府北方 42.7 公里     | 6.8  | 7.8公里  | 6強                                       | 主震   |
| 2022年9月18日14點57分 | 23°08′N 121°12′E / 23.13°N 121.2°E  | 臺東縣政府北方 41.4 公里     | 5.3  | 5.7公里  | 4                                         | [ 41 ] |
| 2022年9月18日16點46分 | 23°07′N 121°11′E / 23.11°N 121.18°E | 臺東縣政府北方 39.7 公里     | 5.6  | 13.9公里 | 4                                         | [ 42 ] |
| 2022年9月18日17點39分 | 23°16′N 121°17′E / 23.27°N 121.29°E | 花蓮縣政府南南西 86.8 公里   | 5.8  | 11.5公里 | 5強                                       | [ 43 ] |
| 2022年9月19日10點7分  | 23°26′N 121°19′E / 23.43°N 121.32°E | 花蓮縣政府南南西方 69.0 公里 | 6.0  | 13.4公里 | 5弱                                       | [ 44 ] |

## 災情

### 民生

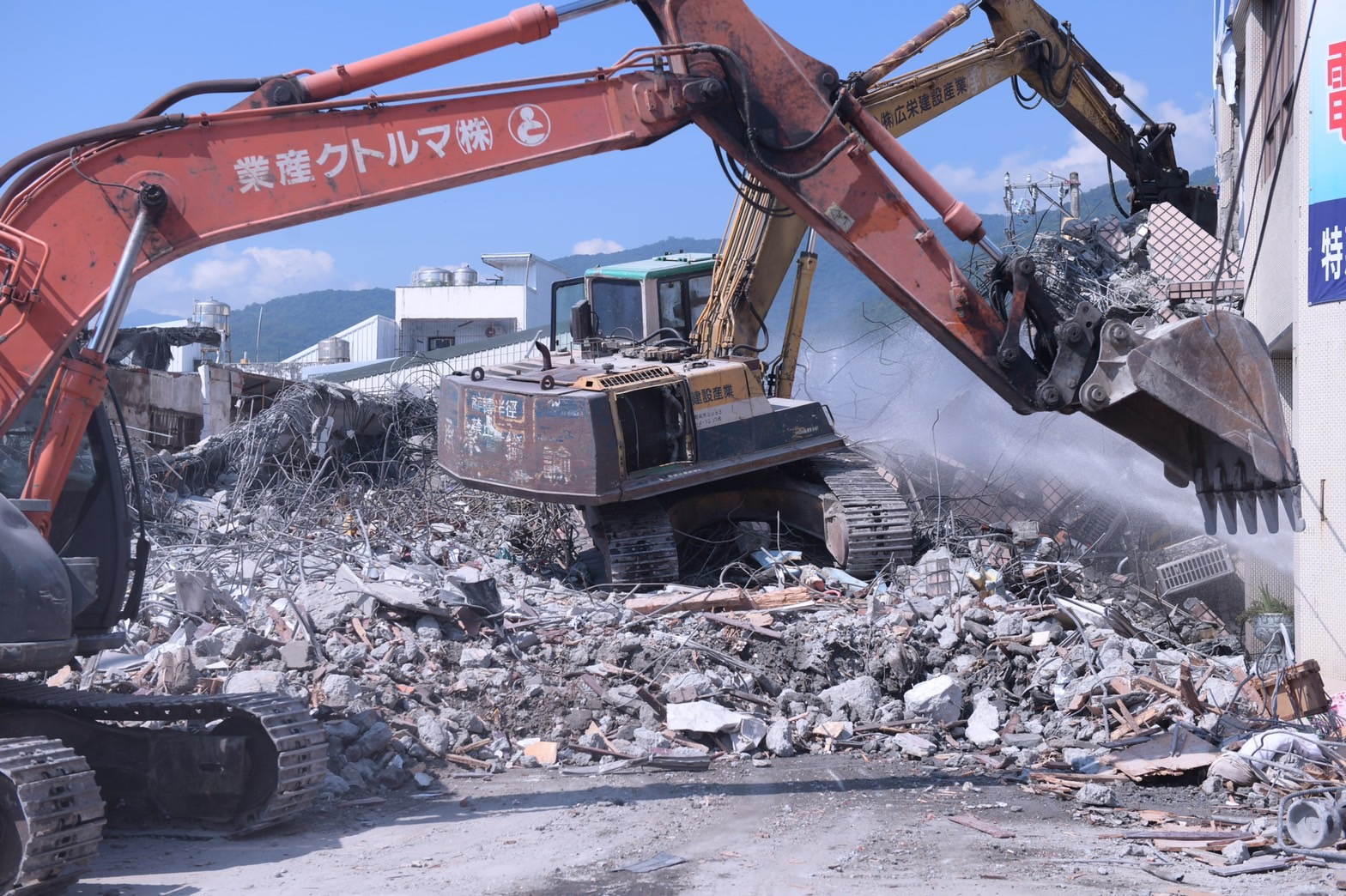
被震倒的便利超商

花蓮縣玉里鎮中山路二段轉角的一棟三層樓房建築（1樓是7-11超商玉明門市，2、3樓為住宅）倒塌造成四人受困，均已獲救。
大禹里一間水泥預拌廠的69歲黃姓工人遭到壓傷，送醫搶救後不治身亡。
台東縣臺東市內一棟日治時期敷島移民村留下的八十多年老屋全倒。
池上鄉的萬安磚窯廠在此次地震中結構完全坍崩。
鹿野鄉的鹿野納骨塔，整排櫃子分別往前後傾倒，導致骨灰罈掉出，碎陶瓷、骨灰灑滿地。
關山鎮的新乾坤碾米廠大型穀桶倒塌，另外一混泥廠也受地震影響。
高雄市的統一夢時代購物中心在此次地震後發生樓層牆面龜裂、天花板掉落等情況。
桃園市八德區國民運動中心五樓的羽球館17日剛整修完成的燈具於隔天18日因地震造成羽球場天花板的隔音板坍塌，造成一人擦挫傷，隨後時任桃園市市長鄭文燦為此出面道歉。

### 交通
台九線花東公路的玉興橋、安通橋、玉里大橋、螺仔溪橋皆有受損。
縣道193號的瑞穗大橋北上方向道路龜裂。
鄉道花68線剛於2022年6月修復完成的高寮大橋斷裂造成三人跌落橋下，已全數獲救。
鄉道花73-1線長富大橋（連接玉里鎮與富里鄉）結構受損。
鄉道花75線卓富大橋橋邊路面嚴重塌陷。
鄉道花78線崙天大橋（連接卓溪鄉與富里鄉）橋面斷裂成了波浪狀，落在河床上，完全無法通行。

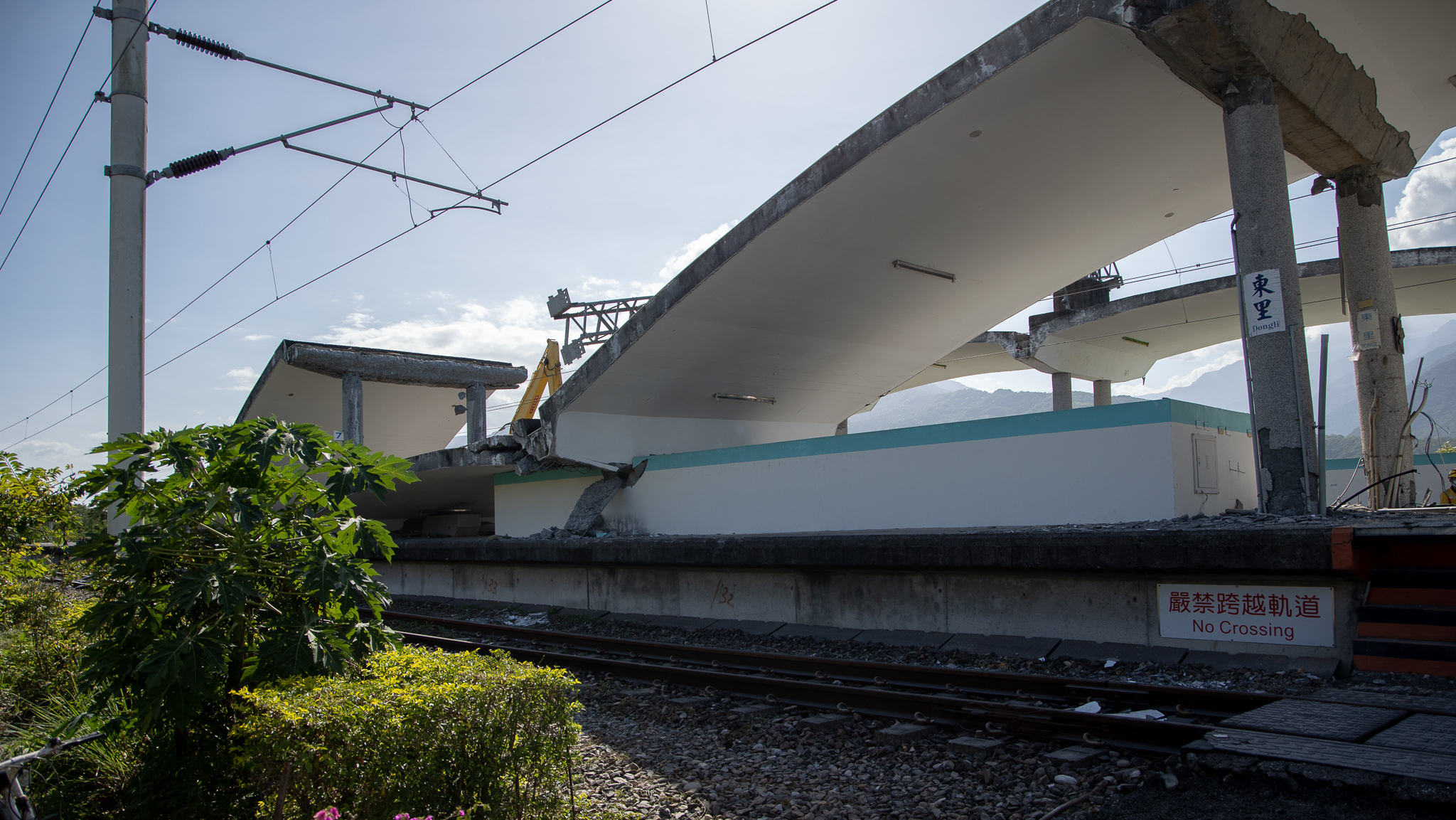
東里車站崩塌的月台雨棚

花蓮縣富里鄉東里車站地震發生時月台雨棚崩塌，壓到經過的420次自強號造成列車傾斜，無人傷亡，舊站月台遮雨棚也遭震落。六十石山聯外道路中斷，阿眉溪橋受損，四百多名旅客受困滯留。赤科山產業道路中斷，致旅客受困滯留。

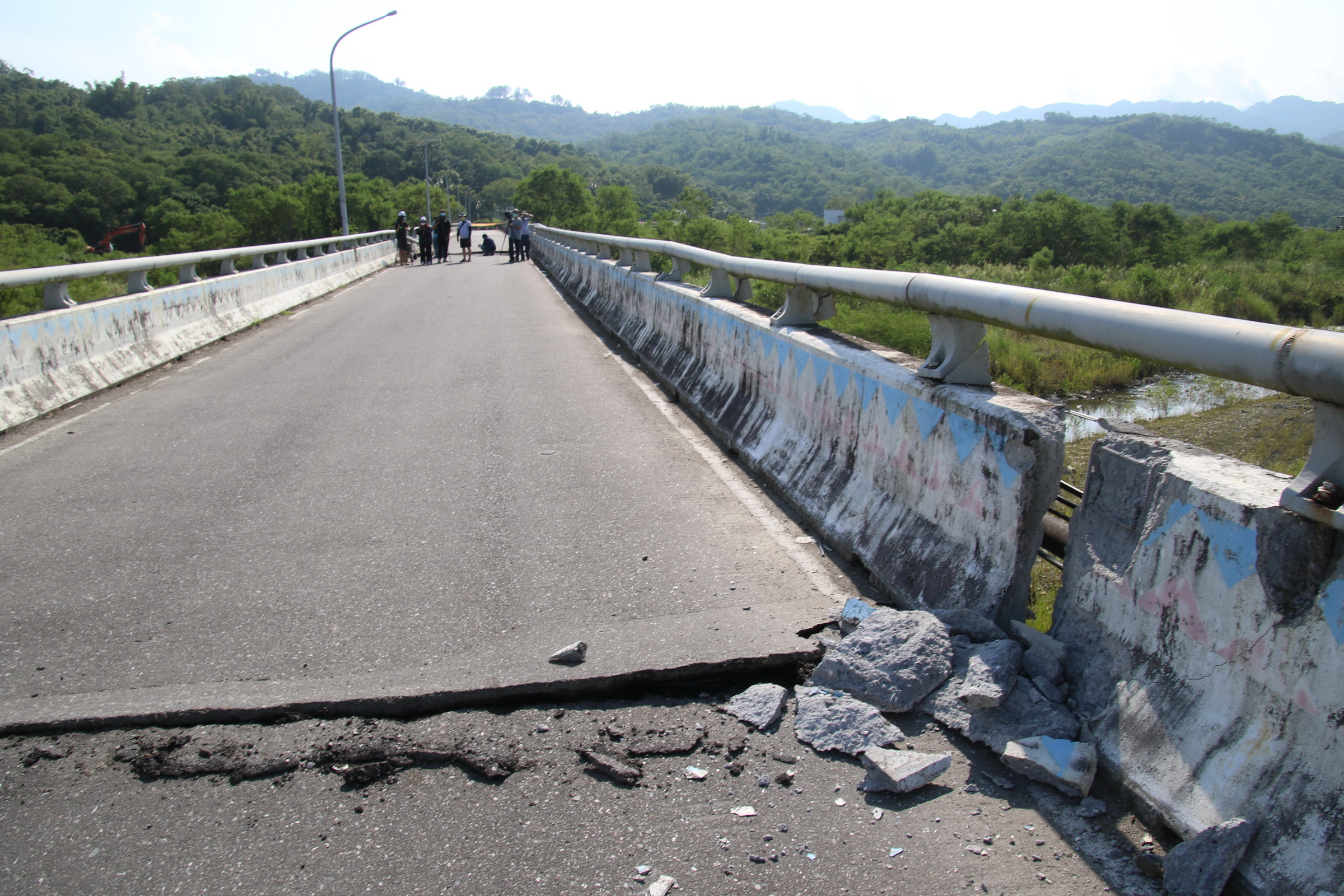
鹿野鄉的寶華橋橋面錯位

台東縣鹿野鄉的寶華橋橋面錯位而嚴重受損。

### 學校
教育部校安中心公布統計，全台各級學校累計594校出現災損，初估破新台幣1億2728萬元，屏東縣損失金額最高。據教育部「0918地震各級學校災損統計報告」顯示，截至9月20日15時，受災學校共計594校，包括高雄市127校、新北市57校、臺南市55校、花蓮縣52校、台東縣50校、苗栗縣34校、臺北市33校、台中市及屏東縣各26校、嘉義縣25校、雲林縣22校、桃園市及南投縣各19校、彰化縣15校、新竹縣14校、宜蘭縣8校、新竹市7校、澎湖縣3校、基隆市2校，初估災損金額計1億2728萬元。
若以上述損失校數區分，高雄市127校最高、新北市57校次之、臺南市55校排行第3；以縣市損失金額區分，則是屏東縣2197萬元最高、花蓮縣1791萬元次之、臺東縣1701萬元位居第3。
春日國小部分校舍倒塌，教學大樓到專科教室二棟大樓的連通走道斷掉，大樓電線管路、水管破裂，但不影響主體建築。樂合國小水塔故障、倒塌漏水及2座管線破損、校舍門窗變形無法開啟、走廊變形隆起外牆龜裂及籃球場地板變形等，且裂縫還一路延伸進到教室內，在講台上出現長長一整條裂痕，目前校園內僅有一處獨立的廁所出現裂縫，還需要評估是否有倒塌危險。三民國中一樓化糞池因地震爆掉，從牆壁滲出來。
台東縣台東市卑南國中樸門樓宿舍牆面有裂痕，另學生飲水機2台蓋板脫落。
高雄市鳳山區中崙國中的C棟校舍一樓地板出現約1公分的高低落差，學務處和生物教室的牆壁、地面發生龜裂，裂痕一路延伸，除了裂痕還有隆起。
屏東縣內埔鄉內埔國小的廚房後方紅磚外牆，傾斜長達10公尺、呈現波浪狀。
嘉義縣鹿草鄉重寮國小的圖書室走廊柱、電腦教室牆柱及教室牆柱龜裂，皆因地震受損，縣府為安全起見，將請土木技師到校進行建物安全鑑定。重寮國小40多年的校舍，牆壁出現龜裂痕跡，磁磚裸露，幾年前，因為建築結構耐震不足，圖書館前後和其他區域特別加裝鋼構阻尼器。
東石鄉龍港國小幼兒園活動室的北面柱子裂縫，旁邊樓梯的橫樑因地震而發生龜裂。
溪口鄉柴林國小前棟一樓司令台前方立牆與地坪連接處，因地震加劇龜裂分離，且地坪有下陷現象，後續立牆有倒塌的疑慮。

## 後續

### 停班停課
因受地震影響，造成花蓮縣與台東縣多處房屋受損及交通中斷，故9月19日於花蓮縣玉里鎮、富里鄉與卓溪鄉，以及台東縣海端鄉、池上鄉、關山鎮、鹿野鄉與延平鄉宣布停班停課。

### 鐵路搶修與替駛巴士
由於台鐵花蓮至台東路段多處毀損而不通，自9月19日6時起比照同年5月1日類火車開行0952（花蓮至玉里）、0953（玉里至台東）等兩條替駛公路客運路線，21日再追加0951（花蓮至台東）一條公路客運路線，恢復通車路段加開短程往返區間車車次。經過連夜搶修，19日上午截至10時30分前將4處軌道挫屈輕微處更換完成，另有2處預估於25日完成。另外受損嚴重的萬里溪橋、客城2號橋及新秀姑巒溪橋3座橋樑，牽涉到結構鑑定，待勘察檢測後再擬搶修計畫，其他橋梁同步詳細勘察中。台鐵於21日更新進度，花蓮到鳳林及台東到富里於22日搶通恢復行駛，鳳林到玉里可望於9月底前通車，另外玉里到富里約19公里的路段，受到新秀姑巒溪橋影響待修復，盼在春節前全線復駛。而後9月30號鳳林至玉里路段正式恢復通車，將巴士接駁範圍從「花蓮－玉里－台東」截短為「玉里－富里」。在設計、營造工程團隊人員及各個機務段的合作下，臺鐵局提前在11月19日完成全部15個橋跨的復位，和各項設備及電力修復工作，通過路線壓力測試後，臺東線提前於12月28日通車。

### 活動斷層調查
中央氣象局表示，主震震央原以為在海岸山脈玉里至關山一帶的池上斷層，但隨即更正為縱谷西側、中央山脈東側，與池上斷層無關。另外這個地震震央附近無明顯破碎帶，「應有未知的構造存在」。台灣對於活動斷層調查，是從921大地震後開始，現有公告的活動斷層有36條。但是在2019年前長達8年未公布新的調查，經監察委員糾正，2022年才增列3條活動斷層。19日經濟部中央地質調查所指出，經過現場初步調查，發現部分地表破裂在池上斷層沿線，同時依據氣象局初步定位資料，震央位於池上斷層西側約3公里，至於成因與池上斷層的關聯度正在釐清中。氣象局地震測報中心主任陳國昌20日解釋，規模6以上的前震、主震確實不是在池上斷層的斷層面上，池上斷層非常長，此次影響有小錯動視為正常。至於「中央山脈斷層」目前仍是沒有相關證據的討論，地質調查所會再調查。
對於學界紛紛提出的調查資料以及台大地質系教授郭陳澔於主震當下直接收集到的數據，地調所構造與地震地質組長林啟文接受訪問說明，目前也有三隊人員到花東分頭做現場調查，針對地震後地表破裂證據收集資料。至於各界關心的「中央山脈斷層」，林啟文強調「多少證據說多少話」，除了原有的調查資料外，也會檢視學者發表的資料，決定是否要畫另1條斷層，還是從目前已公布的玉里斷層、池上斷層、鹿野斷層等3個斷層做長度上的修正。
中央大學地震災害鏈風險評估及管理研究中心研究員李錫堤建議，地調所過去找不到「中央山脈斷層」的證據，只有畫出玉里斷層，現在地表的破裂痕跡是挖槽溝的最佳時機，也比較不會「挖錯」地方，建議政府應盡早投入經費調查。

### 災害應變中心
2022年9月17日發生地震後，「台東縣0917地震災害應變中心」於一級開設。
2022年9月18日發生地震後，「花蓮縣災害應變中心」於花蓮縣消防局第三救災救護大隊玉里分隊一級開設，下午4點「0918池上震災中央災害應變中心」一級開設。晚間6點中央災害防救辦公室表示時任中華民國總統蔡英文、行政院院長蘇貞昌要與時任花蓮縣縣長徐榛蔚、臺東縣縣長饒慶鈴視訊，讓花蓮縣政府、臺東縣政府官員等候直到晚間8點才抵達，視導應變中心之後於線上會議念完稿就離開而遭到輿論批評，隔日蔡英文總統對此事道歉。之後經媒體報導，18日當天台東縣災害應變中心降為三級（當時中央災害應變中心與花蓮縣災害應變中心均為一級），且當天上午與強震後都出席了當地的民間競選活動而引起討論，對此饒慶鈴競選總部回應「大家一起把事做好才重要」。

## 各界反應
- 中華民國總統府：在第二次地震後不久發表的演講中，總統蔡英文警告往後有規模大的餘震，並呼籲國民保持警惕[97]。

- 慈濟基金會：9月18日於15點10分啟動「0918地震援助機制」，除由慈濟花蓮本會職工與志工等人力及物資前往玉里外，花蓮慈濟醫院也由副院長吳彬安帶領麻醉部、急診部、骨科主任與急診資深護理師等前往玉里慈院急診支援，慈濟基金會也立即調度物資送往玉里[98]。

## 外部連結
- （繁體中文）科技部台灣地震科學中心：2022-09-17 ML 6.4 關山地震 與 2022-09-18 ML 6.8 池上地震 （页面存档备份，存于）
- （繁體中文）國家實驗研究院國家地震工程研究中心：2022年臺灣關山地震及池上地震勘災報告 (第三版 v3.0) （页面存档备份，存于）
- （日語）日本气象厅：令和４年９月18日15時44分頃の台湾付近の地震について （页面存档备份，存于）